# 지방산 메틸 에스터
지방산 메틸 에스터(Fatty acid methyl ester)는 지방이나 지방산과 메탄올 사이에 알칼리 촉매 반응으로 생성되는 물질이다. 바이오디젤의 가장 기본적인 분자 구조가 바로 지방산 에스터이다.
보통 에스터 교환에 의해 식물성 기름으로부터 얻어진다.